# Carillon
Carillon (cách phát âm US: /ˈkɛrəlɒn/, UK: /kəˈrɪljən/) là một loại nhạc cụ Bộ gõ định âm được chơi bằng phím đàn và bao gồm ít nhất 23 chuông bằng đồng đúc. Các chuông của carillon được treo cố định và điều chỉnh theo thứ tự âm giai nửa cung chúng có thể hòa âm. Quả lắc của các chuông được nối bằng một hệ thống dây đến hai bộ cần bằng gỗ được bố trí theo thứ tự như những phím đàn dương cầm. Bộ cần phía trên được người chơi carillon "đánh" bằng nắm tay, và bộ cần phía dưới được người chơi carillon nhấn bằng chân. Carillon thường được đặt trong tháp chuông, thuộc sở hữu của các nhà thờ, trường đại học hoặc cơ quan hành chính. Carillon có thể bao gồm một hệ thống điều khiển tự động để thông báo thời gian và/hoặc chơi các giai điệu đơn giản đã được thiết lập sẵn trong ngày.

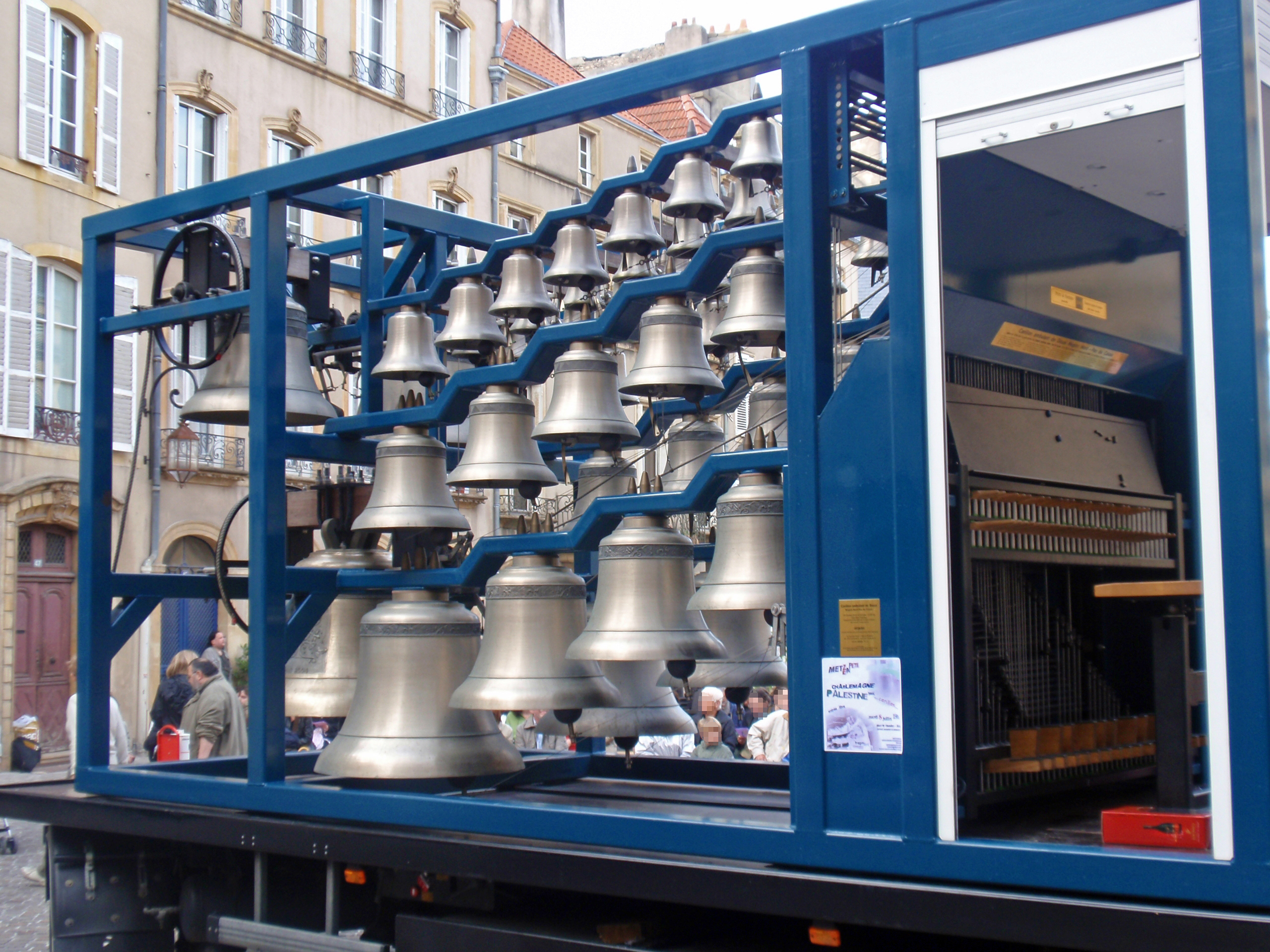
Một carillon hiện đại

Carillon có kiểu dáng, trọng lượng, kích cỡ và âm thanh rất đa dạng. Chúng là một trong những loại nhạc cụ nặng nhất thế giới và carillon lớn nhất nặng hơn 91 tấn. Hầu hết carillon nặng từ 4,5 đến 15 tấn. Điều kiện để được xếp loại carillon là phải có tối thiểu 23 chuông; những nhạc cụ không thỏa điều kiện này sẽ được xếp vào cùng loại với chuông gió. Carillon kích cỡ tiêu chuẩn có khoảng 50 chuông, carillon lớn nhất thế giới có 77 chuông. Hình dáng của carillon phụ thuộc vào số lượng và trọng lượng của chuông và tòa tháp nơi carillon được lắp đặt. Carillon có thể được tìm thấy trong các tòa tháp độc lập hoặc được kết nối với một tòa nhà. Chuông của carillon có thể được để lộ thiên hoặc được che chắn bởi cấu trúc tháp.
Carillon có thể đã bắt nguồn từ Các quốc gia vùng đất thấp—Bỉ và Hà Lan ngày nay và Hà Lan thuộc Pháp—vào thế kỷ 16. Carillon hiện đại đã được phát minh vào năm 1644 khi Jacob van Eyck và anh em nhà Hemony đúc carillon có điều chỉnh đầu tiên. UNESCO đã công nhận 56 tháp chuông ở Bỉ và Pháp là Di sản Thế giới và cũng công nhận Văn hóa carillon của Bỉ là một Di sản văn hóa phi vật thể.

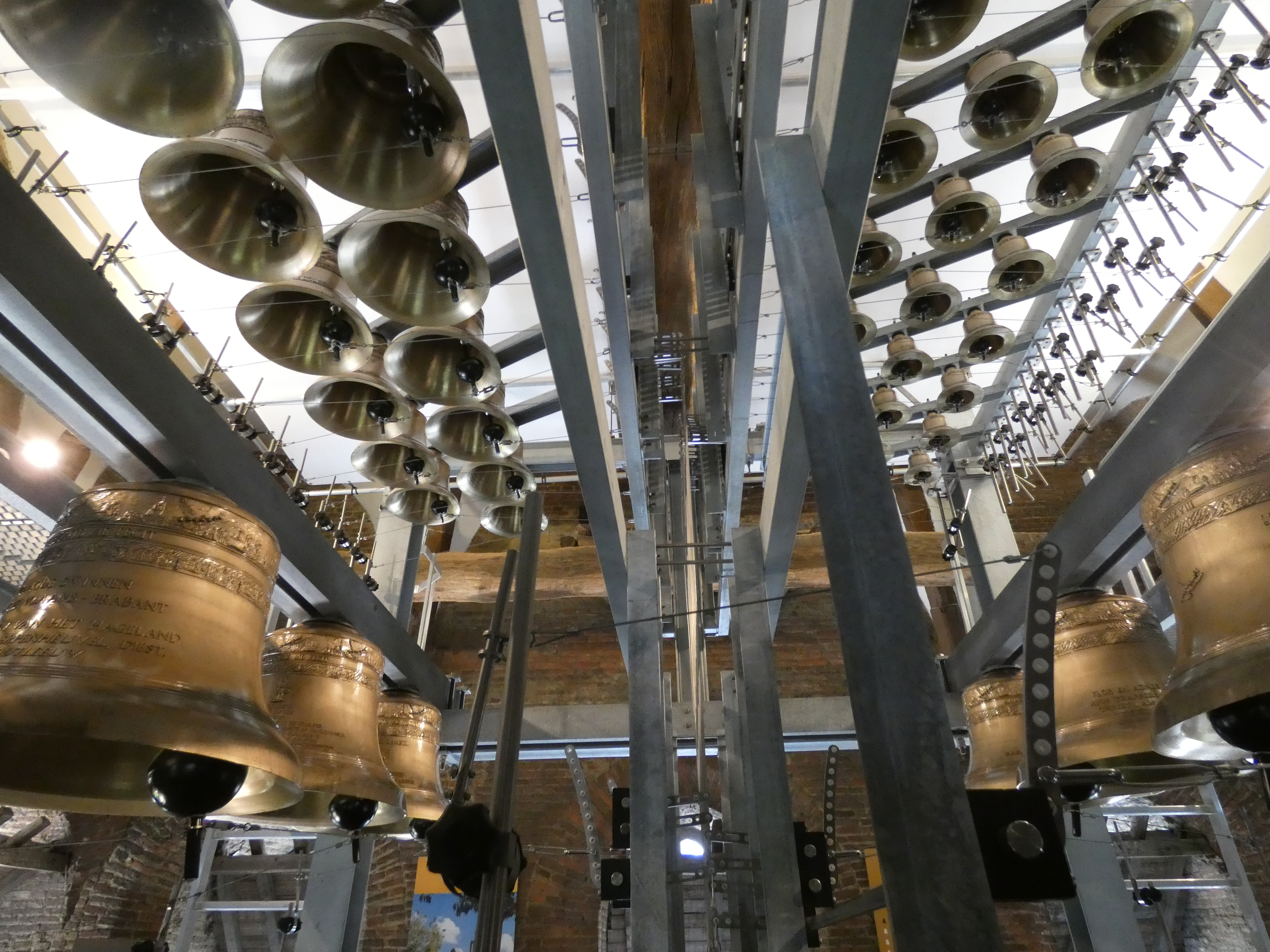
Cảnh 49 chuông và hệ thống truyền dẫn của Peace Carillon ở Aarschot, Bỉ

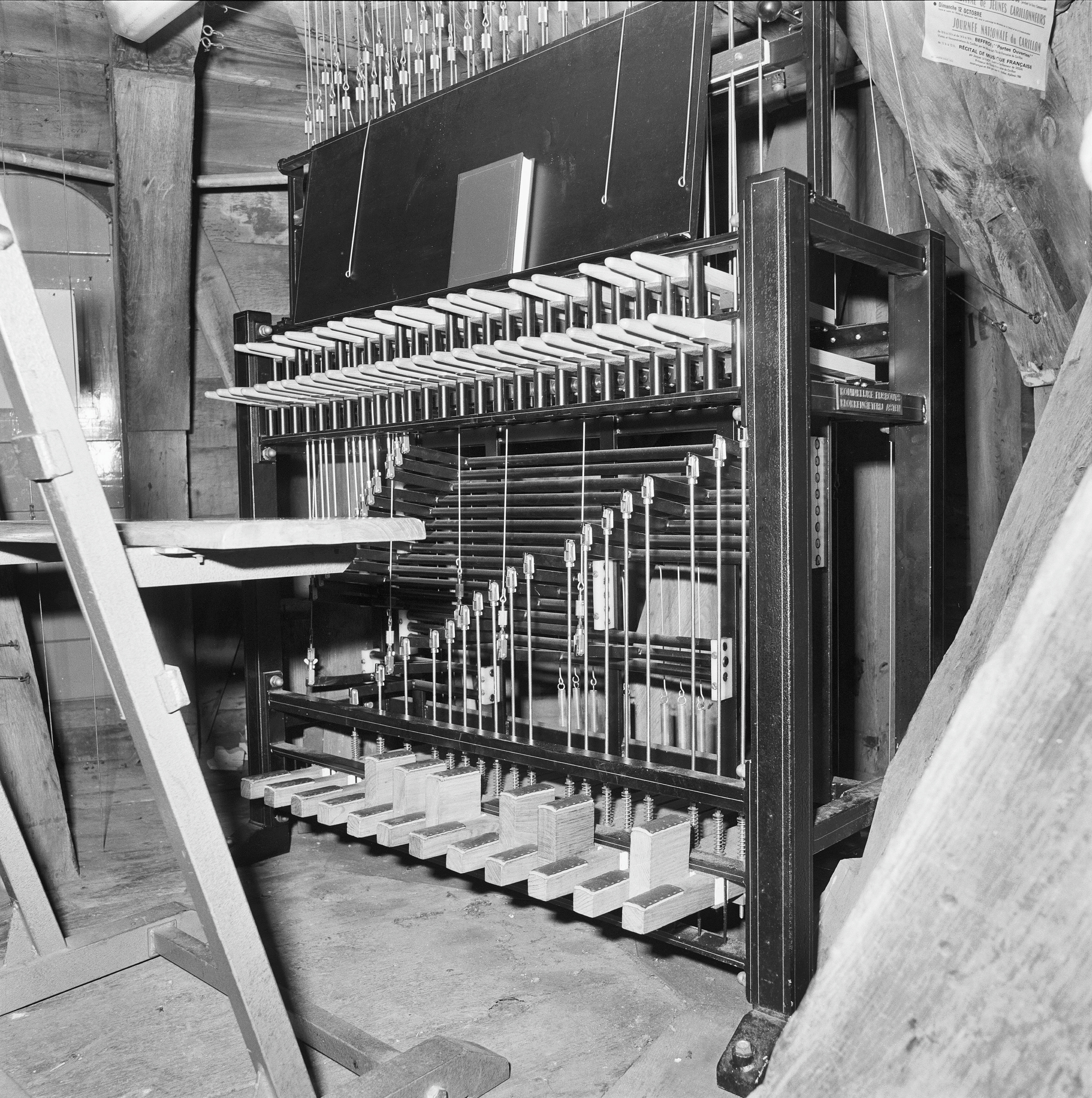
Bộ cần gỗ của carillon

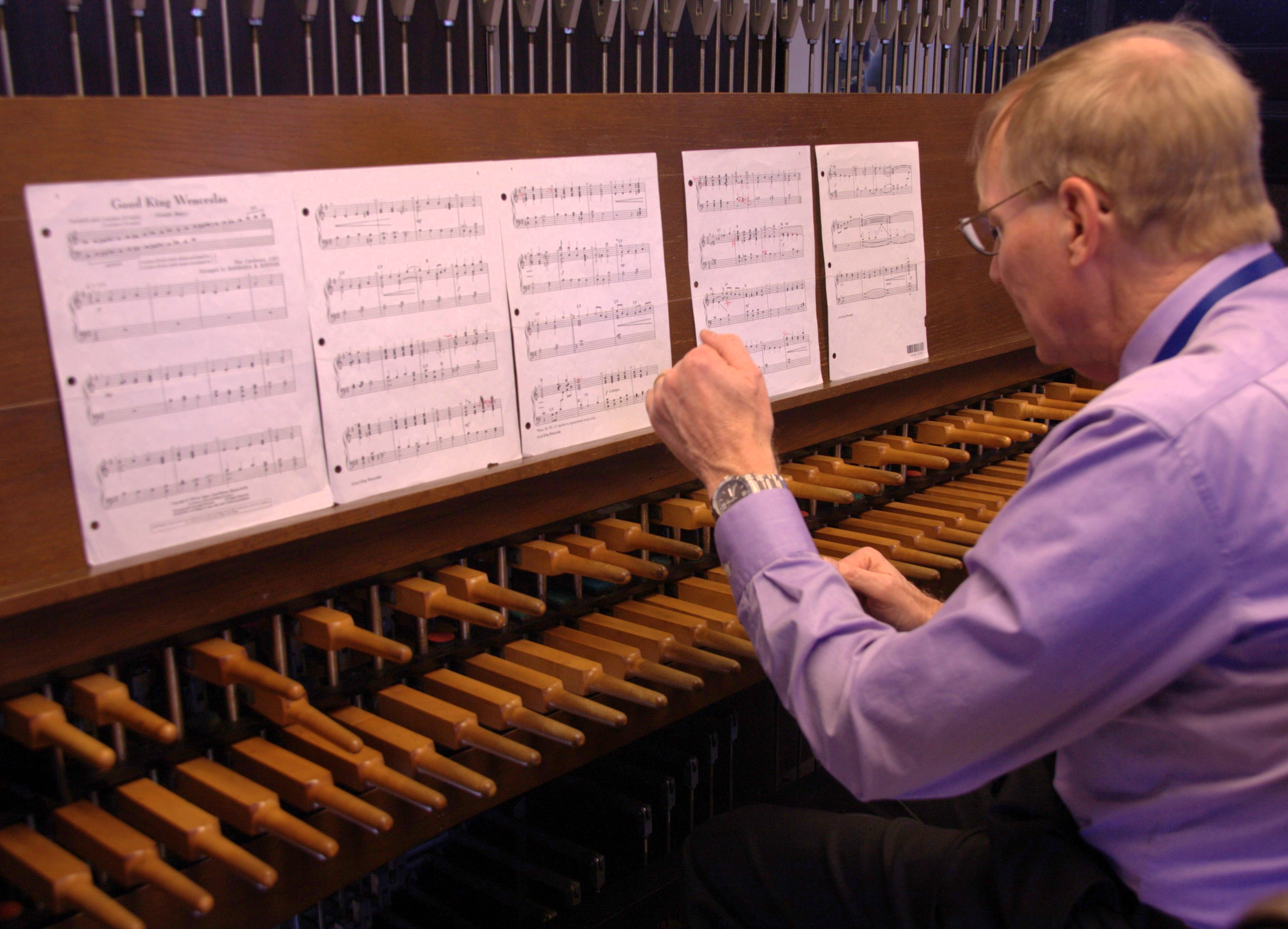
Một người chơi carillon 56 chuông của Tòa nhà Plummer ở Rochester, Minnesota, Hoa Kỳ

Âm vực của carillon tỷ lệ thuận với số lượng chuông. Số lượng chuông thường phụ thuộc vào kinh phí dành để chế tạo carillon: nhiều tiền hơn thì có thể đúc nhiều chuông hơn, đặc biệt là những chuông lớn, tốn nhiều kinh phí hơn. Không có âm vực tiêu chuẩn cho carillon, vì vậy một số thể loại nhỏ được dùng để phân loại carillon:
- Carillon với 23 đến 27 chuông và 35 đến 39 chuông được phân loại lần lượt là carillon hai quãng tám và ba quãng tám. Người chơi những nhạc cụ này thường dùng bản nhạc được viết riêng cho âm vực giới hạn.[4]
- Một carillon "hòa nhạc" hoặc "tiêu chuẩn" thường có 45 đến 50 chuông, hoặc một âm vực khoảng bốn quãng tám.[5]
- Carillon với trên 50 chuông thường được gọi là "đại" carillon.[6]
- Carillon với 15 đến 22 chuông được chế tạo trước năm 1940 có thể được Liên đoàn Carillon Thế giới xếp vào thể loại "carillon lịch sử".[7]

Danh hiệu "carillon lớn nhất thế giới theo số lượng chuông" được đồng trao cho hai carillon: carillon của Nhà thờ Trưởng lão Kirk in the Hills ở Bloomfield Hills, Michigan, Hoa Kỳ và carillon của Viện Khoa học và Công nghệ Daejeon ở Daejeon, Hàn Quốc; hai carillon này đều có 77 chuông.
Ít nhất là ba carillon có thể được tìm thấy ở mọi châu lục ngoại trừ Nam Cực; tuy nhiên, trong số các quốc gia có carillonthuộc thể loại truyền thống, chỉ có sáu nước có trên 20 carillon. Số lượng carillon ở các quốc gia "nhiều carillon"—Hà Lan, Bỉ và Hoa Kỳ—chiếm hai phần ba tổng số carillon trên thế giới. Hơn 90% carillon nằm ở Tây Âu (chủ yếu là Các nước vùng đất thấp) hoặc Bắc Mỹ. Ở Bắc Mỹ, khoảng 80% carillon thuộc sở hữu của các tổ chức tôn giáo hoặc giáo dục, trong khi ở châu Âu, gần như tất cả carillon đều thuộc sở hữu của thành phố. Hầu hết các carillon truyền thống hiện nay đều được xây dựng trong vòng 100 năm qua; và chỉ có khoảng 50 carillon lịch sử từ thế kỷ 18 trở về trước vẫn còn tồn tại. Theo TowerBells, cũng có 483 carillon phi truyền thống, chủ yếu nằm ở Hoa Kỳ và Tây Âu.
| Quốc gia               | Truyền thống | Truyền thống | Phi truyền thống theo TB |
| Quốc gia               | theo WCF     | theo TB      | Phi truyền thống theo TB |
| ---------------------- | ------------ | ------------ | ------------------------ |
| Algeria                | 0            | 0            | 1                        |
| Argentina              | 0            | 0            | 5                        |
| Úc                     | 3            | 3            | 3                        |
| Áo                     | 2            | 2            | 5                        |
| Bỉ                     | 93           | 97           | 24                       |
| Bermuda                | 0            | 1            | 0                        |
| Bosnia và Herzegovina  | 0            | 1            | 0                        |
| Brazil                 | 2            | 3            | 1                        |
| Canada                 | 11           | 11           | 7                        |
| Canary Islands (Spain) | 0            | 0            | 1                        |
| Chile                  | 0            | 0            | 1                        |
| Trung Quốc             | 0            | 1            | 1                        |
| Cuba                   | 0            | 1            | 0                        |
| Curaçao (Netherlands)  | 1            | 1            | 3                        |
| Cộng hòa Séc           | 0            | 2            | 1                        |
| Cộng hòa Dân chủ Congo | 0            | 0            | 1                        |
| Đan Mạch               | 28           | 29           | 20                       |
| Dominican Republic     | 0            | 0            | 1                        |
| Ai Cập                 | 0            | 1            | 1                        |
| El Salvador            | 0            | 1            | 0                        |
| Anh (UK)               | 8            | 9            | 8                        |
| Estonia                | 0            | 0            | 1                        |
| Phần Lan               | 0            | 0            | 1                        |
| Pháp                   | 72           | 61           | 19                       |
| Đức                    | 48           | 49           | 99                       |
| Hy Lạp                 | 0            | 0            | 1                        |
| Greenland (Denmark)    | 0            | 0            | 1                        |
| Guatemala              | 0            | 0            | 1                        |
| Honduras               | 0            | 1            | 0                        |
| Hong Kong (China)      | 0            | 0            | 1                        |
| Hungary                | 0            | 0            | 2                        |
| Iceland                | 0            | 0            | 1                        |
| Ireland                | 1            | 1            | 0                        |
| Israel                 | 1            | 1            | 0                        |
| Ý                      | 0            | 0            | 4                        |
| Nhận Bản               | 3            | 3            | 5                        |
| Liberia                | 0            | 0            | 1                        |
| Lithuania              | 3            | 2            | 0                        |
| Luxembourg             | 1            | 1            | 1                        |
| Mexico                 | 3            | 3            | 6                        |
| Mozambique             | 0            | 0            | 1                        |
| Hà Lan                 | 184          | 189          | 63                       |
| New Zealand            | 1            | 1            | 1                        |
| Nicaragua              | 0            | 1            | 0                        |
| Northern Ireland (UK)  | 1            | 1            | 0                        |
| Norway                 | 12           | 11           | 2                        |
| Peru                   | 0            | 0            | 2                        |
| Philippines            | 1            | 1            | 2                        |
| Ba Lan                 | 2            | 3            | 0                        |
| Bồ Đào Nha             | 3            | 6            | 2                        |
| Puerto Rico (US)       | 0            | 0            | 2                        |
| Réunion (France)       | 1            | 1            | 0                        |
| Russia                 | 2            | 2            | 4                        |
| Scotland (UK)          | 5            | 5            | 1                        |
| Serbia                 | 0            | 0            | 1                        |
| Singapore              | 0            | 0            | 1                        |
| South Africa           | 1            | 3            | 3                        |
| South Korea            | 1            | 1            | 3                        |
| Spain                  | 4            | 5            | 1                        |
| Suriname               | 0            | 1            | 0                        |
| Thụy Điển              | 14           | 15           | 13                       |
| Thụy Sỹ                | 5            | 6            | 7                        |
| Ukraine                | 1            | 6            | 1                        |
| Mỹ                     | 171          | 174          | 144                      |
| Uruguay                | 0            | 1            | 1                        |
| Venezuela              | 0            | 1            | 0                        |
| Zimbabwe               | 0            | 0            | 1                        |
| Thế giới               | 689          | 714          | 484                      |